# كأس أوكرانيا 1994–95
كأس أوكرانيا 1994–95 (بالأوكرانية: Кубок України з футболу 1994—1995)‏ هو الموسم 4 من كأس أوكرانيا. أقيم خلال الفترة 26 سبتمبر 1994 وحتى 28 مايو 1995، وأشرف على تنظيمه اتحاد أوكرانيا لكرة القدم، وكان عدد الأندية المشاركة فيه 107، وفاز فيه نادي شاختار دونيتسك.